# Painted Skin: The Resurrection
Painted Skin: The Resurrection es una película china de acción y fantasía estrenada en 2012 y dirigida por Wu Ershan. Protagonizada por Zhao Wei, Chen Kun, Zhou Xun, Yang Mi, Feng Shaofeng, Kris Phillips y Chen Tingjia, la película reúne a gran parte del elenco del filme original de 2008 Painted Skin.
En la China continental, Painted Skin: The Resurrection obtuvo la mayor recaudación de una película local y la tercera más alta tras el reestreno en 3-D de Titanic (1997) y Transformers: Dark of the Moon. Con una recaudación total de más de 115 millones de dólares, el filme se convirtió en la producción nacional de mayor recaudación en China, superando el anterior récord de Let the Bullets Fly del cineasta Jiang Wen.

## Sinopsis
En los 500 años que han pasado desde los acontecimientos de la película Painted Skin de 2008, la demonia  Xiaowei ha sido encarcelada en el hielo por violar el código de su especie. Que'er, un extraño demonio pájaro, la rescata y sale en busca de un hombre que esté dispuesto a dar su corazón a Xiaowei para que pueda transformarse en humana. Primero se encuentran con un príncipe grosero que se burla de la sugerencia, por lo que no es apto y es desechado. Xiaowei usa sus poderes mágicos para provocar a otro potencial donante, un general que se pone una máscara de oro para cubrir la mitad de su rostro. Curiosa por la identidad del general, Xiaowei lo enfrenta pero descubre que su salvador no es un hombre, sino una mujer con la mitad de su cara desfigurada.
Xiaowei acompaña a la misteriosa mujer a la Ciudad Blanca en la frontera, donde se revela que se trata de la princesa Jing, hija menor de una importante e influyente familia que está inspeccionando el puesto militar dirigido por el general Huo Xin. Huo sirvió una vez como guardaespaldas principal de Jing y desarrollaron un profundo afecto mutuo. Sin embargo, Huo permaneció fiel a su profesión y debió rechazar los avances de la princesa. En ese momento se revela que el rostro de la princesa Jing fue desfigurado por un oso gigante mientras se encontraba en el bosque. Huo apareció demasiado tarde pero aun así se las arregló para matar al oso y salvarla.
Esa misma noche Xiaowei le realiza un encantamiento al general. Desconociendo el hechizo de Xiaowei y sintiéndose mal por el rechazo de Huo, Jing se lanza a un lago pero Xiaowei finalmente la rescata. Revelando sus poderes mágicos a Jing, Xiaowei sugiere que su desfiguración impedirá que Huo la ame y la convence para que cambien de apariencia con el fin de probar a Huo.

## Reparto
- Zhao Wei es Jing
- Guan Xiaotong es Jing adolescente
- Chen Kun es Huo Xin
- Qin Junjie es Huo Xin adolescente
- Zhou Xun es Xiao Wei
- Yang Mi es Que'er
- Feng Shaofeng es Pang Lang
- Kris Phillips es el médico brujo

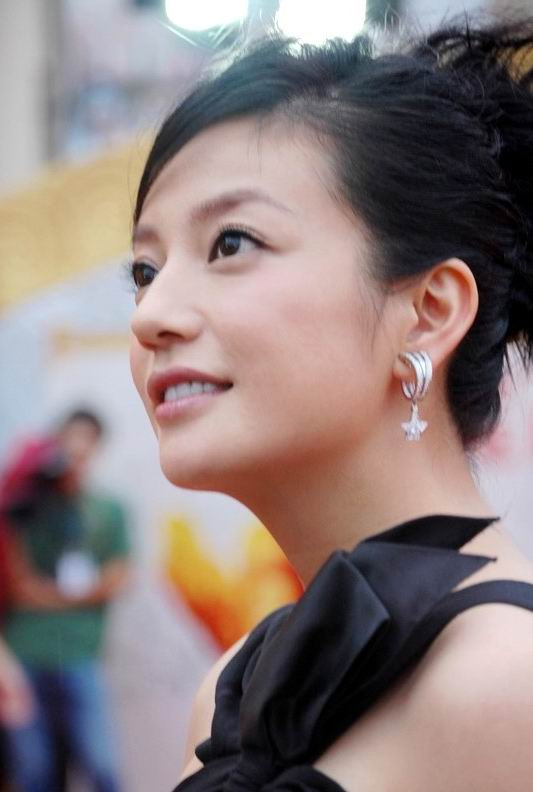
La actriz Zhao Wei integró el reparto en la película original Painted Skin de 2008 y regresó para esta entrega

- Chen Tingjia es la Reina de Tianlang

## Recepción
La película recibió un 83% de aprobación de los críticos en el sitio especializado en reseñas cinematográficas Rotten Tomatoes. Luego del estreno de Painted Skin: The Resurrection en China, los críticos elogiaron a las dos actrices principales, especialmente el desempeño de Zhao Wei. Los miembros del público se refirieron a Zhao "la mujer con cicatrices más hermosa jamás vista". El crítico Derek Elley del portal Film Business Asia afirmó sobre el filme: "El resultado es una fantasía muy entretenida y ligeramente extendida, cuyas actuaciones y técnica pura se encargan de dar vida a un guión que a menudo golpea por encima de su peso... Zhou, quien desde Suzhou River (1999) casi ha tenido la patente del continente en cuanto a la interpretación de papeles sexualmente ambiguos y seductores, domina la película como un demonio que quiere ser humano aunque eso se traduzca en dolor... Zhao está desarrollando mucha más presencia en la pantalla a mediados de los 30 años y está mejor dirigida aquí que en su anterior papel como una mujer guerrera en Hua Mulan de Jingle Ma (2009). Las escenas de Zhao con Zhou son mucho más resonantes emocionalmente que las del débil Chen, su supuesta pareja sentimental".